# Gagarine
Gagarine és una pel·lícula dramàtica francesa del 2020 dirigida per Fanny Liatard i Jérémy Trouilh, en el seu debut com a directors. Se centra al voltant de Cité Gagarine, un projecte d'habitatges a Ivry-sur-Seine, al sud de París, on la pel·lícula es va rodar just abans de la seva demolició. S'ha doblat al català.
La pel·lícula va ser seleccionada per al Festival de Canes de 2020. Va ser nominada com el Descobriment de l'Any dels 33ns Premis del Cinema Europeu.
Gagarine va recaptar un total mundial de 553.042 dòlars.

## Sinopsi
En Youri, un noi de setze anys que viu a Cité Gagarine, un projecte d'habitatges a Ivry-sur-Seine, protesta contra la demolició prevista de la comunitat.

## Repartiment
- Alséni Bathily com a Youri
- Lyna Khoudri com a Diana
- Jamil McCraven com a Houssam
- Finnegan Oldfield com a Dalí
- Farida Rahouadj com a Fari
- Denis Lavant com a Gérard